# Waldemar Michna

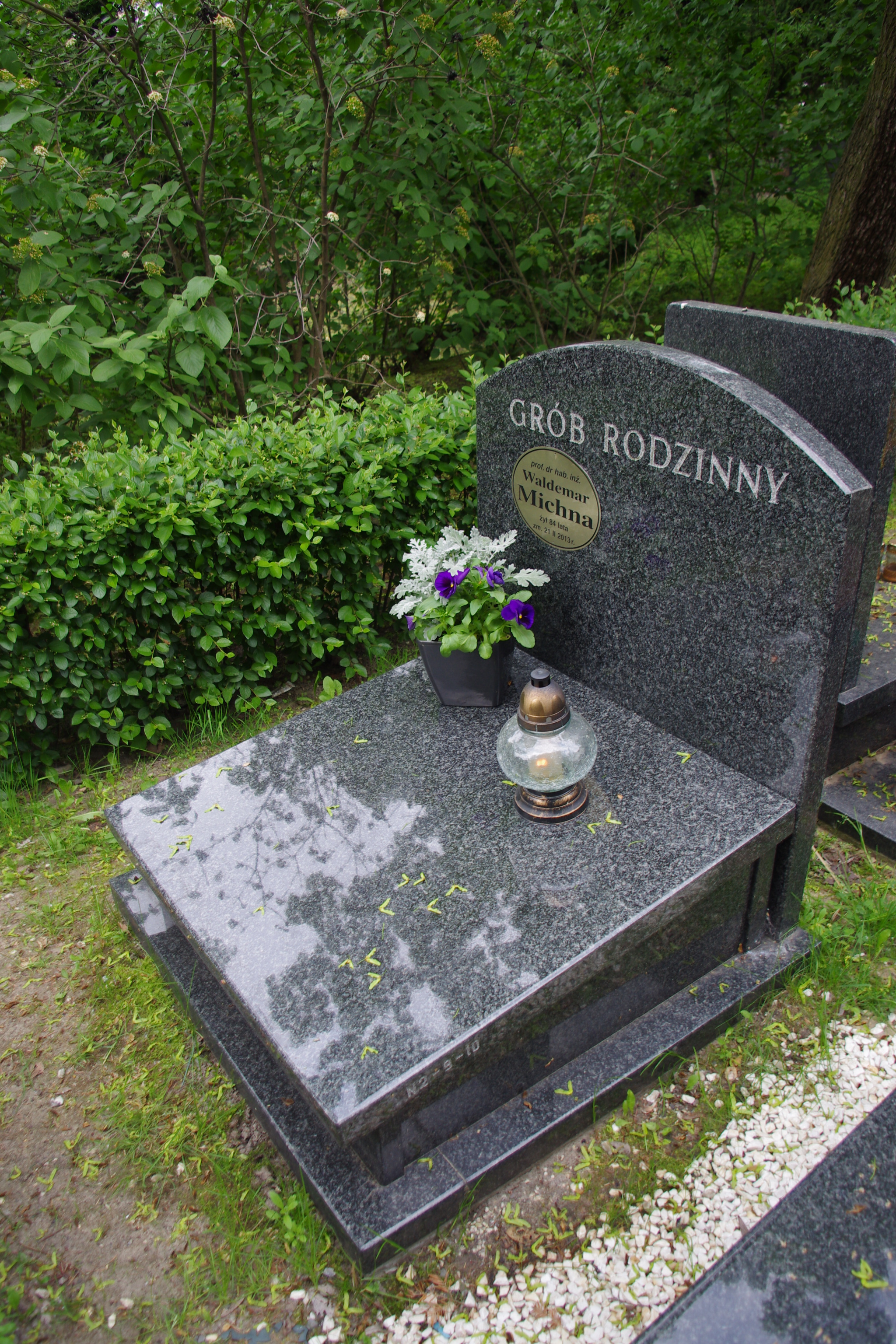
Grób Waldemara Michny na Cmentarzu Wojskowym na Powązkach w Warszawie

Waldemar Czesław Michna (ur. 13 stycznia 1929 w Śniadówce, zm. 21 lutego 2013 w Warszawie) – polski ekonomista, polityk, działacz ruchu ludowego, profesor nauk ekonomicznych, w latach 1987–1988 minister ochrony środowiska i zasobów naturalnych, poseł na Sejm PRL VIII kadencji oraz na Sejm RP II kadencji.

## Życiorys
Syn Piotra i Wiktorii. W 1949 zdał maturę w Liceum Ogólnokształcącym im. księcia Adama Jerzego Czartoryskiego w Puławach. Ukończył w 1956 studia w Szkole Głównej Gospodarstwa Wiejskiego w Warszawie, w 1961 obronił tam doktorat, habilitował się w 1968. W 1984 otrzymał tytuł profesora nauk ekonomicznych.
Działał w Związku Młodzieży Wiejskiej RP Wici, Związku Akademickiej Młodzieży Polskiej i Związku Młodzieży Wiejskiej (od 1957 do 1966 zasiadał w jego zarządzie głównym, a następnie przez cztery lata w głównym sądzie koleżeńskim). Od 1950 należał także do Zjednoczonego Stronnictwa Ludowego (w latach 1973–1980 był kierownikiem Wydziału Ekonomiczno-Rolnego Naczelnego Komitetu partii). Dwukrotnie (w latach 60. i 70.) był dyrektorem gabinetu wicepremiera. W latach 1980–1984 zasiadał w składzie Stołecznej Rady Narodowej, pełnił obowiązki jej wiceprzewodniczącego z ramienia ZSL. W okresie 1984–1988 był związany z resortem ochrony środowiska i zasobów naturalnych, od 23 października 1987 do 19 września 1988 zajmował urząd ministra tego resortu w rządzie Zbigniewa Messnera. Był posłem na Sejm PRL VIII kadencji z ramienia ZSL oraz na Sejm II kadencji z listy Polskiego Stronnictwa Ludowego.
Według materiałów zgromadzonych w archiwum Instytutu Pamięci Narodowej w latach 1969–1973 był zarejestrowany jako tajny współpracownik Służby Bezpieczeństwa o pseudonimie „Czesław”.
Jako nauczyciel akademicki był związany z Instytutem Ekonomiki Rolnictwa i Gospodarki Żywnościowej i Akademią Finansów w Warszawie.
Pochowany został na Cmentarzu Wojskowym na Powązkach (kwatera NII–9–10).

## Odznaczenia
W 1998 prezydent RP Aleksander Kwaśniewski odznaczył go Krzyżem Komandorskim z Gwiazdą Orderu Odrodzenia Polski.
Ponadto otrzymał m.in.:
- Krzyż Komandorski Orderu Odrodzenia Polski,
- Krzyż Oficerski Orderu Odrodzenia Polski,
- Krzyż Kawalerski Orderu Odrodzenia Polski,
- Złoty Krzyż Zasługi (1955)[7],
- Medal 10-lecia Polski Ludowej (1955)[8],
- Medal 30-lecia Polski Ludowej,
- Medal 40-lecia Polski Ludowej,
- Złote Odznaczenie im. Janka Krasickiego (1970)[9].
- Medal „Za zasługi dla ruchu ludowego” (1984)[10]